# Alfred Pillafort
Alfred Pillafort,  né le 5 juin 1905 à La Canée en Crête et mort le 14 novembre 1942 à Alger, est un militaire et résistant français, compagnon de la Libération. 

## Biographie
Il nait en Crète où son père, capitaine d'infanterie, était alors affecté. Lui et sa famille reviennent en France en 1908 et il passe sa jeunesse d'abord à Paris puis Sainte-Colombe-les-Vienne dans le Rhône. Il étudie à Strasbourg où il réussit le concours de l'École spéciale militaire de Saint-Cyr en 1925. À sa sortie, il est affecté comme sous-lieutenant au 3e régiment de spahis algériens à Batna puis deux ans plus tard, au 8e régiment de spahis marocains où il participe aux opérations de pacification au Maroc. Son action lors de l'embuscade de Taguerount lui vaudra d'obtenir la légion d'Honneur a seulement 25 ans. Il neutralise les éclaireurs de la harka du chef Bel Kacem, attend que celle-ci soit engagée dans la palmeraie de Tafilalet et l'attaque dans la nuit avec seulement 14 hommes contre 250, la mettant en fuite (elle sera faite prisonnière le lendemain).
En 1932, il est affecté 2e régiment de Spahis marocains en charge d'encadrer un groupe de partisans du groupement du général Catroux lors de la rébellion marocaine.
Il rentre en France en 1936, affecté au 2e bataillon de dragons portés et y prépare l'école de guerre. Promu capitaine en 1939, il sert alors au 11e régiment de cuirassiers avec lequel il combat en Belgique en mai 1940 lors de l'offensive allemande. Avec la débâcle, il se replie à Bordeaux, puis à Perpignan et enfin en Provence où en juillet 1940, il rejoint le dépôt de la cavalerie à Orange. 
Au début de 1941, il rejoint les Forces françaises libres en Syrie, retrouvant le général Catroux. Il va alors servir au 1er escadron de spahis commandé par le capitaine Jourdier puis au 42e escadron tcherkesse.
Il va mener en France en 1942 une mission secrète avec un officier britannique. Mais la police du régime de Vichy arrête ce dernier. Alfred Pillafort  parvient à le faire évader de Toulon où il avait été interné et s'enfuit ensuite caché dans un cargo à Alger. Sur place, il crée une organisation armée de résistance. Dans la préparation du débarquement allié en Afrique du Nord, en coordination avec les autres groupes de résistants de la ville, Pillafort et un groupe d'une cinquantaine de ses partisans s'emparent de plusieurs points d'Alger dans la nuit du 7 au 8 novembre 1942. Le lendemain, dans l'après-midi, il met en place un barrage boulevard Baudin pour empêcher un mouvement vers l'est de troupes restées fidèles à Vichy parti combattre l'avancée des Alliés. Sur ce barrage, Alfred Pillafort procède à plusieurs arrestations de personnalités vichyssites fuyant Alger. Alors que plusieurs points de la résistance ont du se rendre, le commissariat central et le barrage situé non loin sont toujours aux mains des résistants. Une voiture s'arrête devant le barrage et le colonel Jacquin fidèle à Vichy demande à Pillafort et à ses troupes de se rendre, devant son refus, il lui tire dessus, le blessant grièvement au foie. Jacquin est tué en retour par les tirs venant du barrage. Emmené à la clinique Solal par José Aboulker (étudiant en médecine, il procédera lui même à l'anesthésie faute de médecin), il y est opéré en urgence. Mais trop grièvement blessé il meurt quelques jours plus tard, le 14 novembre 1942. Il est enterré au cimetière Saint-Eugène d'Alger.

## Décorations
- Chevalier de la légion d'Honneur
- Compagnon de la Libération (à titre posthume, décret du 13 mars 1943)[1]
- Croix de Guerre 1939-1945[1]
- Croix de guerre des Théâtres d'opérations extérieurs[1]
- Legion of Merit[1] (États-Unis, à titre posthume)[2]
- Mérite militaire chérifien[1] (Maroc)